# Von Baumgarten
von Baumgarten är en svensk och finländsk adelsätt.

## Historik
Stamfader var vicekorpralen vid Karl XII:s livdrabanter Nils Christer Baumgart, född 1674, död 1727, från Kalmar, vilken adlades von Baumgarten 1709. Hans son, Johan Christer, omnämnd senast 1742, antas ha dött efter detta år, varvid ätten utdog. Brodern till stamfadern, Hans Baumgart adlades och tog namnet Adlerbaum med nummer 1635 , Sannolikt utslocknad 1742-10-31. 
I Sverige levande medlemmar av släkten, härstammar från Nils Krister von Baumgartens bror, kaptenen Peter Baumgart, vars son Fredrik Gustaf upphöjdes i romerskt riksadligt stånd 1787 av kejsar Josef II. Denna gren av familjen finns idag representerad i Ointroducerad Adels Förening.
Genom uppvisande av ett falskt prästbevis av kyrkoherden i Säminge och Nyslott i samband med  upprättandet av riddarhuset i Finland 1818, blev ätten von Baumgarten genom Johan Mårten (von) Baumgarten inskriven på Finlands riddarhus 28 september 1818.